# 静遍

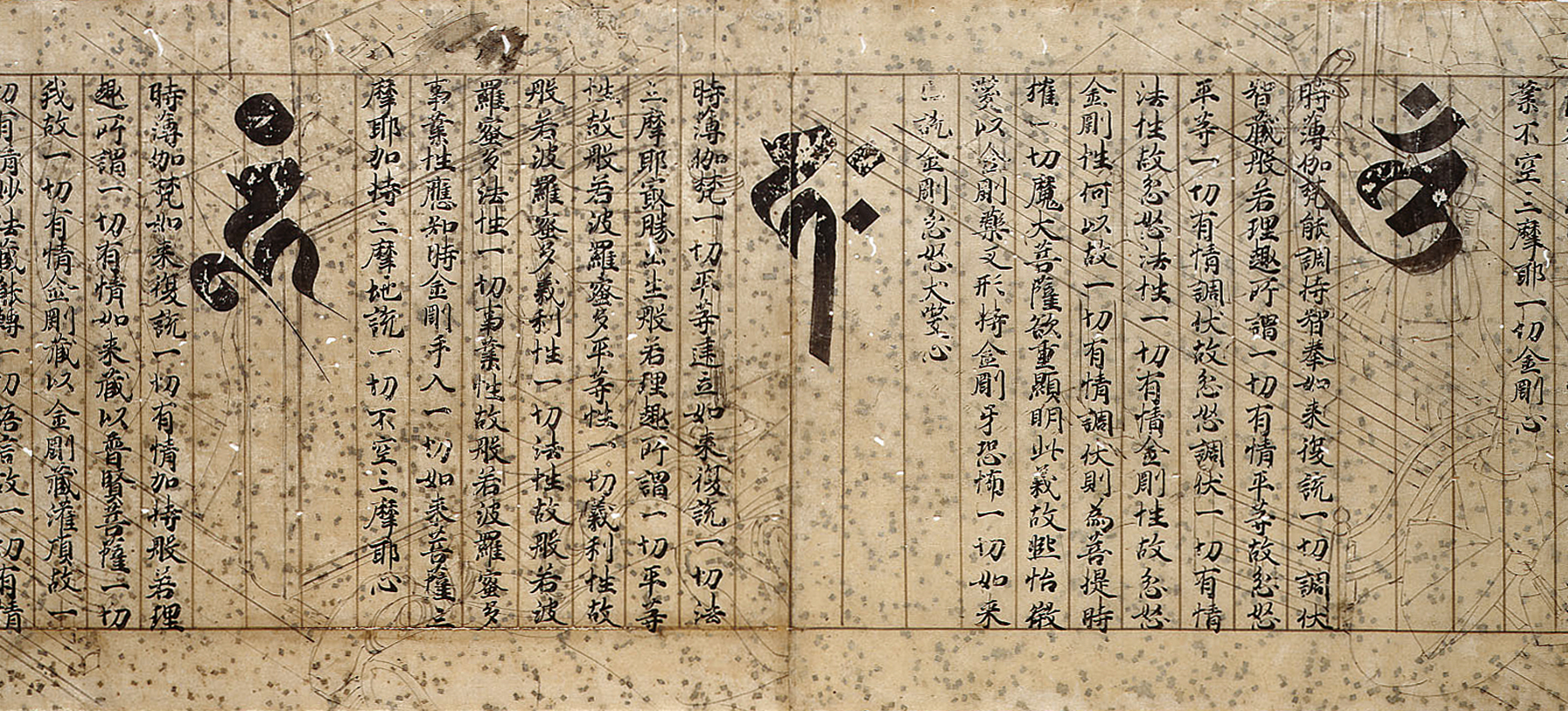
「白描絵料紙理趣経（目無経）」
写経を静遍、梵字を成賢が担当した。

静遍（じょうへん、仁安元年（1166年）- 貞応3年4月20日（1224年5月9日））は、鎌倉時代前期の真言宗の僧。父は平清盛の弟平頼盛。号は心円房・真蓮房。禅林寺法印、大納言法印とも称される。

## 略歴
醍醐寺の勝賢、仁和寺の仁隆などに真言密教を学び、京都禅林寺の住持となった。浄土宗の法然が著した「選択本願念仏集」を読んで感激し、浄土教に傾いた。晩年は高野山往生院に住している。